# ويلفريد باركر (سياسي)
ويلفريد باركر (بالإنجليزية: Wilfred Barker)‏ هو سياسي أسترالي، ولد في 19 يونيو 1907، وتوفي في 21 يناير 1988. انتخب عضو مجلس نواب تسمانيا.